# Nemški Rovt
Nemški Rovt (Deutschgereuth) je vas v Občini Bohinj. Razdeljena je na vzhodno četrt, imenovano Lome, in zahodno Nemški Rovt. Vmes se razteza park, ki ga sestavljajo predeli Novina, Trata, Travnik, Za Veliko Murovo, Za Malo Murovo. Skupno število prebivalcev je okrog 100. Mimo vasi je speljana cesta proti Soriški planini in naprej na Primorsko, drugi krak pa proti Škofji Loki.
V vasi se je obdržala čebelarska tradicija Jana Strgarja, ki je bil v prvi polovici 20. stoletja znan čebelar. Čebele, še posebno matice, je prodajal po celem svetu, tudi na Japonsko. Matice je znal pripraviti na potovanje tako, da so normalno preživele tudi šest tednov dolga potovanja. Na Ahčičovi hiši na Lomah, kjer se je Jan Strgar rodil, je pritrjena spominska plošča. Tradicijo čebelarjenja sedaj nadaljujejo pri Nacku in pri Kramarju.